# Współczucie
Współczucie – stan emocjonalny, w którym jeden człowiek solidaryzuje się z inną osobą, współodczuwa. Może mieć to związek z przeżywanym przez nią cierpieniem czy wyrażaniem głębokiego ubolewania, okazywanego komuś nieszczęśliwemu. Współczucie w tym kontekście jest rodzajem niesienia pomocy emocjonalnej.
Współczucie może być również rozumiane jako "emocjonalny wyraz cnoty życzliwości". Rozumienie to bliższe jest zdefiniowaniu współczucia, wywodzącym się ze wschodnich kultur, które opowiadają o wielkim szacunku do drugiego człowieka, drugiej żywej istoty, innych dróg życia. 